# 나가사키 방송

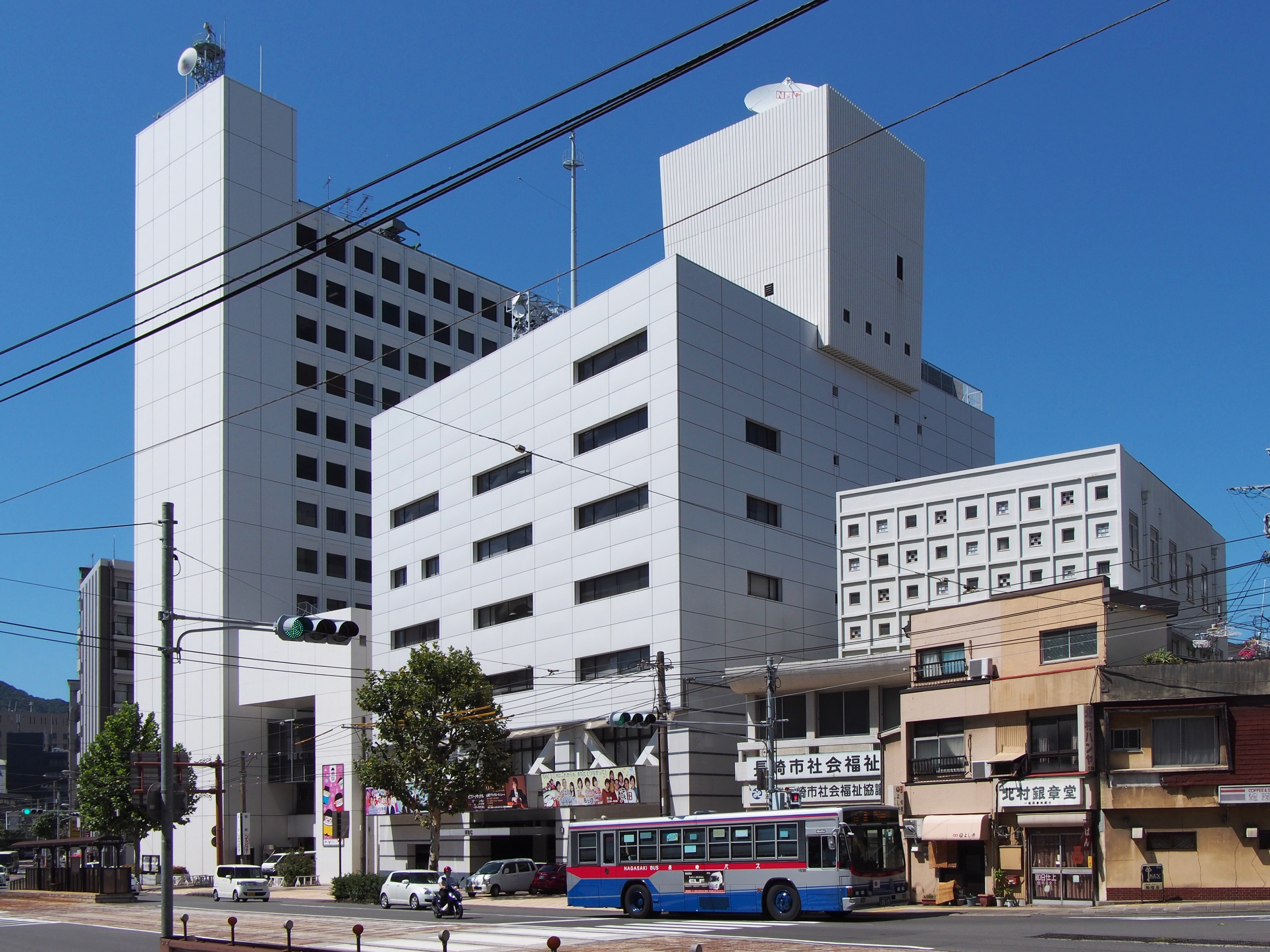
나가사키 방송

나가사키 방송은 일본 나가사키현에 처음 세워진 민영방송국으로 라디오 방송국은 1953년 3월 1일, 텔레비전 방송국은 1959년 1월 1일 개국했다.
약칭은 NBC, 라디오 콜사인은 JOUR, 텔레비전 콜사인은 JOUR-DTV이다.

## 개요
- 나가사키현의 유일한 텔레비전·라디오 겸영 민영방송국으로 나가사키에서 최초로 개국한 민영방송국이다.
- 텔레비전은JNN계열 방송국, 라디오는 JRN／NRN의 크로스넷 방송국이다.
  - 나가사키 국제 TV개국 전까지는, TV 나가사키가 후지TV계열과 니혼TV계열 크로스 네트워크 방송국(후에 후지TV 완전가맹국이 된다)이었지만 스폰서등의 관계로 NBC도 일부 후지TV 프로그램과 니혼TV 프로그램을 방송했으며 아사히 신문자본의 관계로 나가사키 문화방송개국까지 TV 아사히계 프로그램도 상당수 방송하고 있었다.
- 중파 민영 라디오 방송국이 없는 사가현전용으로 일부 독자적인 프로그램이 방송되고 있다.(→NBC 라디오 사가 참조) 라디오 사가는 동명의 현지 법인이 업무 전반을 맡고 있어 현재 이곳에 재적하는 본사 사원은 국장등 일부 관리직·기술 책임자(일본 전파법에 근거)밖에 없다.
- 나가사키 지방의 전통과 원폭, 반핵에 관한 보도에 대해서 민감하며 예전부터 원폭에 관한 「다큐멘터리 프로그램」을 많이 제작했다.

## 연혁
- 1952년 9월 12일 - 나가사키 평화방송 설립(후에 라디오 나가사키로 변경)
- 1953년 3월 1일 - 일본 19번째 중파 라디오 방송국으로서 라디오 나가사키(JOUR) 개국
- 1954년 4월 1일 - 라디오 사세보(JOMF) 개국.
- 1954년 10월 18일 - 라디오 사세보와 합병하면서 회사명을 나가사키방송(NBC)으로 개명
- 1958년 8월 1일　- 사가 라디오 방송국(JOUO, NBC 라디오 사가) 개국
- 1959년 1월 1일 - 텔레비전 방송 개시
- 1966년 12월 21일 - 컬러 텔레비전 방송 개시
- 1981년 3월 21일 - 텔레비전 음성다중방송 개시
- 1985년 4월 17일 - 라디오 사가와 나가사키 방송국에서 개별적으로 CM을 방송하기 시작
- 1996년 10월 28일 - NBC 라디오 이사하야 중계국의 주파수가 나가사키 방송국과 동일하게 바뀌었다.(1449kHz → 1233kHz).
- 2001년 10월 29일 - NBC 라디오 시마바라 중계국의 주파수가 나가사키 방송국과 동일하게 바뀌었다.(1098kHz → 1233kHz).
- 2006년 12월 1일 - 지상파 디지털 텔레비전 방송 개시
- 2011년 7월 24일 - 지상파 아날로그 텔레비전 방송 종료
- 2015년 10월 1일 - 나가사키 FM 보완중계국 개국.

## 라디오 주파수
| 중계국                 | 콜사인 | 주파수  | 출력 | 비고                                   |
| ---------------------- | ------ | ------- | ---- | -------------------------------------- |
| 나가사키 방송국        | JOUR   | 1233kHz | 5kW  |                                        |
| 나가사키 FM 보완중계국 |        | 92.6MHz | 1kW  |                                        |
| 사세보 중계국          | JOMF   | 1098kHz | 1kW  | 라디오사세보 시대의 콜사인을 계속사용  |
| 사세보 FM 보완중계국   |        | 90.6MHz | 300W |                                        |
| 이사하야 중계국        |        | 1233kHz | 100W |                                        |
| 이사하야 FM 보완중계국 |        | 91.8MHz | 30W  |                                        |
| 시마바라 중계국        |        | 1233kHz | 100W |                                        |
| 후쿠에 중계국          |        | 1431kHz | 1kW  |                                        |
| 히라도 중계국          |        | 1062kHz | 100W | JOUE라는 콜사인을 가지고 있었지만 폐지 |

사가현

## 텔레비전 네트워크 변천사
- 1959년 1월 1일 - 나가사키현에서 텔레비전 방송 개시.[1]니혼TV·라디오도쿄 TV와 네트워크 관계를 맺는다.
- 1959년 3월 1일 - 일본 교육 TV·이 날 개국한 후지 TV와도 네트워크를 맺는다.
- 1959년 8월 1일 - 뉴스 네트워크 JNN에 가맹.뉴스 프로그램은 라디오도쿄 TV의 프로그램만 방송, 나머지 프로그램은 프리 네트워크로 결정한다.
- 1967년 6월 - 민간방송 교육협회에 가맹.
- 1969년 4월 1일 - TV 나가사키가 개국하면서 일부 프로그램을 제외한 대부분의 니혼TV·후지 TV 프로그램이 이행된다.
- 1975년 3월 31일 - 준 중심방송국 네트워크 교환에 의해, 간사이 지역 JNN가맹국이 아사히 방송에서 마이니치 방송으로 변경되었으나 당시 나가사키에 있던 다른 민영 텔레비전 방송국 TV 나가사키가 ANN에 가맹하지 않아 아사히 방송 프로그램이 계속해서 나가사키 방송에서 방송된다.
- 1984년 4월 1일 - 도쿄 방송의 프로그램만 황금시간대에 방송하기 시작하고 이때 방송되고 있던 니혼 TV 프로그램은 TV 나가사키에서 방송하게 된다.
- 1990년 4월 1일 - 나가사키 문화방송 개국에 의해 민간방송 교육협회 프로그램을 제외한 TV 아사히 프로그램이 중단된다.
- 1991년 4월 1일 - 나가사키 국제 TV가 예정보다 반년 늦게 개국하게 되었으며 이로 인해 니혼TV 프로그램이 중단되고 이 날을 기점으로 신에츠 방송과 동시에 도쿄방송 완전가맹국화가 완료되었다.

## 보충서술
- 2021년 3월까지 로고를 바꾸지 않았다.
- 나가사키현 첫 번째 민영 방송국이지며, 현지 신문인 나가사키 신문과 관계가 있지만, 나가사키 문화방송만큼 강하지 않다.
그리고 전국지인 마이니치 신문·아사히 신문과도 관계가 있지만, 그렇게 큰 영향을 주지는 못한다.
- 라디오 사세보(JOMF) 개국에 따라 나가사키 현은 동일 현내에 민영라디오국이 2개 존재하는 당시 일본에서는 꽤 드문 상황이 연출되었으며 이러한 상황은 「1현 1방송국」을 원칙으로 하는 우정성의 방침에 의해 1954년 10월 양사가 합병되면서 끝나게 되었다.
  - 라디오 사세보는 이후 「NBC 사세보 방송국」이 되었지만 콜사인(JOMF)은 그대로 사용되었으며 텔레비전 방송국 개국시에도 사용되었으나 아날로그 텔레비전 방송이 종료된 뒤에는 사용하지 않고 있으며 2000년대 후반 들어 경영합리화와 방송 설비 노후화에 따라 방송국 사옥을 폐쇄하면서 「사세보 지사」로 기능이 축소되었다.[2]
- 사가에 중계국이 있는 이유는 1950년대 사가현에 민간 중파라디오 방송국이 없어서였으며 지금도 그렇지만 사가 현 청취자들은 후쿠오카나 구마모토의 민영 중파방송국을 청취할 수 있어서 현내에 민영 라디오 방송국을 세우지 않아도 된다는 인식이 강했다.이에 NBC는 나가사키현과 사가현이 같은 지역권[3]인것에 주목해 중계국의 설치를 신청하고 그 요청이 수리되어 NBC 라디오 사가가 개국했다.[4]
- 지리적으로 가장 가까운 대한민국에서는 나가사키 방송을 라디오, TV 모두 수신이 가능하다. 다만 TV는 한국에서 시청이 가능한 지역은 부산광역시, 울산광역시[5], 경상남도 김해시, 양산시, 진해시의 일부 지역에서도 시청할 수 있다. 이유는 이즈하라 중계국과 쓰시마 오메가국 등의 전파가 서쪽으로 쏘아지는 과정상 수신 가능 지역으로 분류되기 때문이며, 부울경에서의 TV 시청이 가장 많은 일본 방송 채널이기도 하다.

## 나가사키현에 있는 다른 텔레비전·라디오 방송국
- NHK 나가사키 방송국
- TV 나가사키(KTN)(후지 TV계열)
- 나가사키 국제 TV(NIB)(니혼 TV계열)
- 나가사키 문화방송(NCC)(TV 아사히계열)
- FM나가사키(JFN 계열)